# 劉二典
劉二典（16世紀—17世紀），北直隸河間府景州人，明朝政治人物。

## 生平
劉二典是萬曆二十五年（1597年）丁酉科順天鄉試舉人，授桐廬知縣，體察民情，為政廉平而廉肅，斷獄簡易明快，又捐俸接濟貧民、儲糧賑濟、勸農課士，人民都感懷其德，陞絳州知州。

## 引用
1. 1 2  乾隆《桐廬縣志·卷八·官師》：知縣……劉二典 景州人，由舉人，萬歷三十九年任，初示樸納候察吏書情弊，漸見廉肅，人莫敢玩，詳治行。……劉二典，景州人，萬歷年知縣，莅政廉平，斷獄簡決、捐俸濟貧、積儲賑匱、勸農課士，民懷其德。 祀名宦
2. ↑  乾隆《景州志·卷五》：（萬曆）舉人……劉二典 丁酉，絳州知州